# ヘンリー・ハワード (第11代サフォーク伯爵)
第11代サフォーク伯爵および第4代バークシャー伯爵ヘンリー・ボウズ・ハワード（英語: Henry Bowes Howard, 11th Earl of Suffolk, 4th Earl of Berkshire、1686年 – 1757年3月21日）は、イギリスの貴族。

## 生涯
クレイヴェン・ハワード（Craven Howard、初代バークシャー伯爵トマス・ハワードの息子ウィリアムの息子）とメアリー・ボウズ（Mary Bowes）の息子として、1686年に生まれた。大伯父にあたる第3代バークシャー伯爵トマス・ハワードが1706年4月12日に死去すると、バークシャー伯爵の爵位を継承した。
1709年3月5日、キャサリン・グラーム（Catherine Grahme、1762年3月13日没、ジェームズ・グラームの娘）と結婚した。2人の子供のうち、下記の3人が成人した。
- ウィリアム（1714年 – 1756年） - 第12代サフォーク伯爵の父
- チャールズ（1719年 – 1773年9月28日） - スザンナ・レーン（Susannah Lane、1761年8月没）と結婚、メアリー（ヘンリー・コリンズの未亡人）と再婚
- トマス（1721年 – 1783年） - 第14代サフォーク伯爵

1718年に第6代サフォーク伯爵ヘンリー・ハワードが死去すると副軍務伯に任命され、1725年まで務めた。1745年4月22日に遠戚の第10代サフォーク伯爵ヘンリー・ハワードが死去すると、サフォーク伯爵の爵位を継承した。
1757年3月21日に死去、長男ウィリアムがすでに死去していたため孫ヘンリーが爵位を継承した。